# Zoltán Berczik
Zoltán Berczik född 7 augusti 1937 i Novi Sad, död 11 januari 2011 i Budapest, Ungern , var en ungersk bordtennisspelare. Han var europamästare i singel, dubbel, mixed dubbel och lag.
1958 blev han den förste manlige spelaren att vinna singeltiteln i bordtennis-EM, en bedrift han upprepade 1960. 1964 var han i final igen men förlorade då mot Kjell Johansson.
Under sin karriär tog han sex medaljer i bordtennis-VM, tre silver och tre brons.

## Meriter
- Bordtennis VM
  - 1957 i Stockholm
    - kvartsfinal singel
    - 2:a plats med det ungerska laget

  - 1959 i Dortmund
    - kvartsfinal singel
    - 3:e plats dubbel (med László Földy)
    - 3:e plats mixed dubbel (med Gizella Farkas)
    - 2:a plats med det ungerska laget

  - 1961 i Peking
    - 2:a plats dubbel (med Ferenc Sidó)
    - 3:e plats med det ungerska laget

- Bordtennis EM
  - 1958 i Budapest
    - 1:a plats singel
    - kvartsfinal dubbel
    - 1:a plats mixed dubbel (med Gizella Farkas)
    - 1:a plats med det ungerska laget

  - 1960 i Zagreb
    - 1:a plats singel
    - 1:a plats dubbel (med Ferenc Sidó)
    - kvartsfinal mixed dubbel
    - 1:a plats med det ungerska laget

  - 1964 i Malmö
    - 2:a plats singel
    - 3:e plats dubbel

- Swedish Open Championships
  - 1957 i Stockholm
    - 1:a plats singel

- Internationella mästerskap
  - 1958 England
    - 1:a plats dubbel (med Ferenc Sidó)

  - 1962 Fribourg (Schweiz)
    - 1:a plats dubbel (med Ferenc Sidó)

- Ungerska mästerskapen - guldmedaljer
  - Singel: 1959 - 1964
  - Dubbel: 1959 - 1963, 1967
  - Mixed dubbel - 1957, 1960
  - Lag: 1957 - 1959, 1962, 1964–1967, 1969